# Skřipov
Skřipov (německy Skrezipp) je obec ležící v okrese Opava. Má 998 obyvatel a katastrální území obce má rozlohu 2022 ha.
Ve vzdálenosti 8 km jihovýchodně leží město Bílovec, 11 km jižně město Fulnek, 13 km západně město Vítkov, 14 km jihovýchodně město Studénka a 12 km severně Opava.

## Části obce
- Skřipov
- Hrabství

## Historie
První písemná zmínka o obci pochází z roku 1288.